# 中华人民共和国核工业

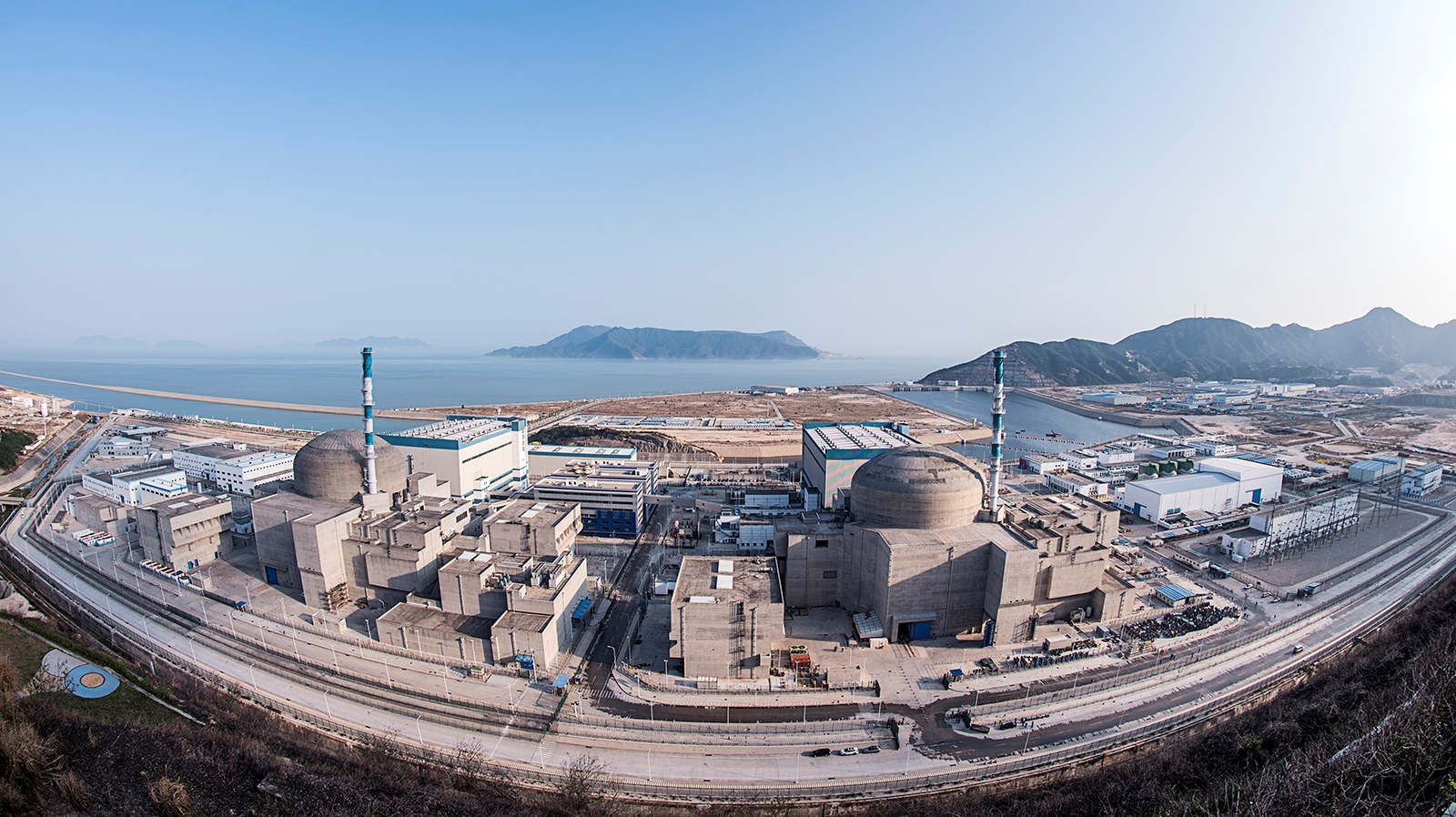
台山核電廠的1號及2號機組（第1期工程），採用歐洲壓水反應爐（EPR）設計機組，单一机组發電容量為1,750MW。

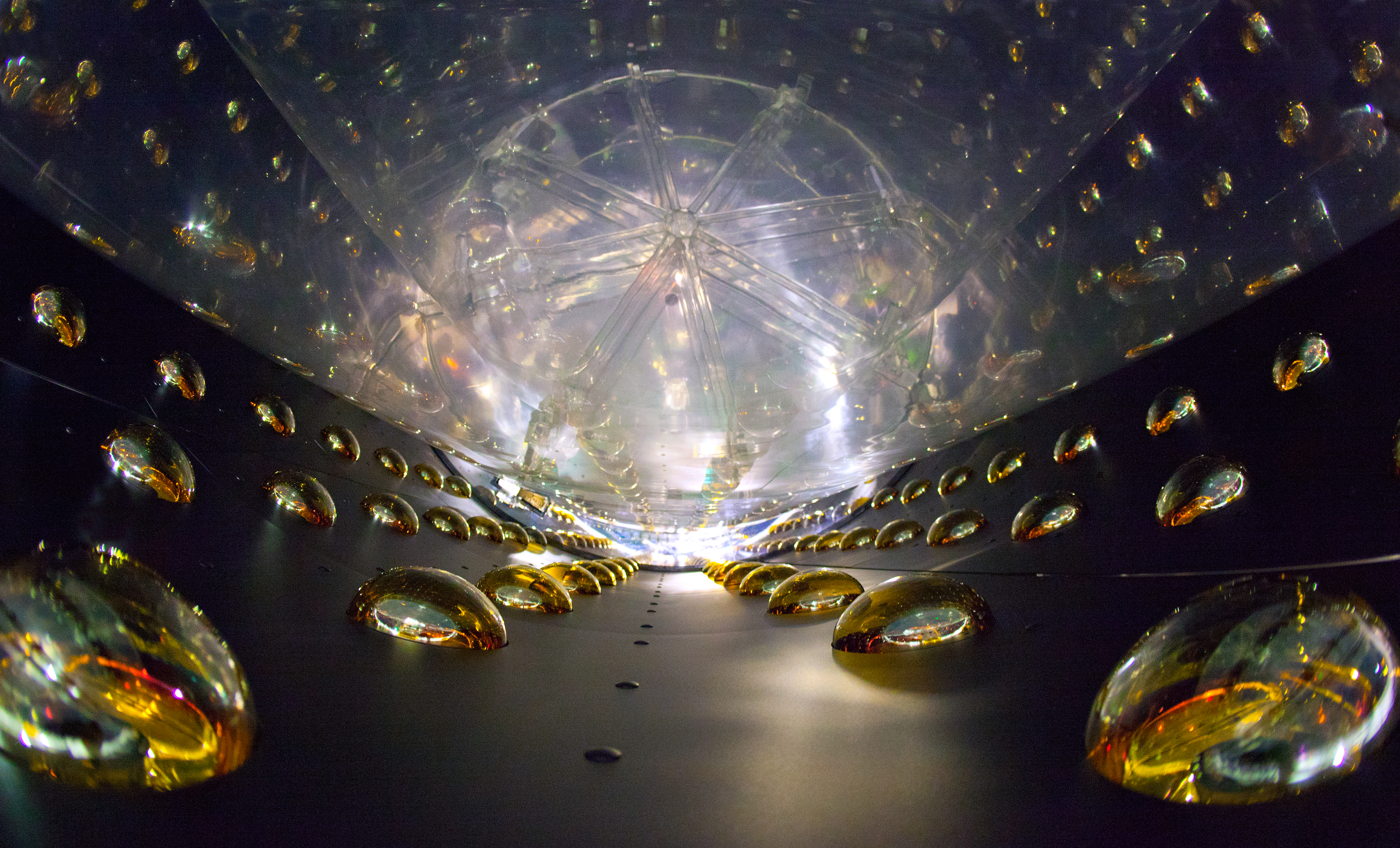
大亞灣核反應爐微中子實驗，此計畫於2011年12月投入使用，已於2020年12月12日退役。

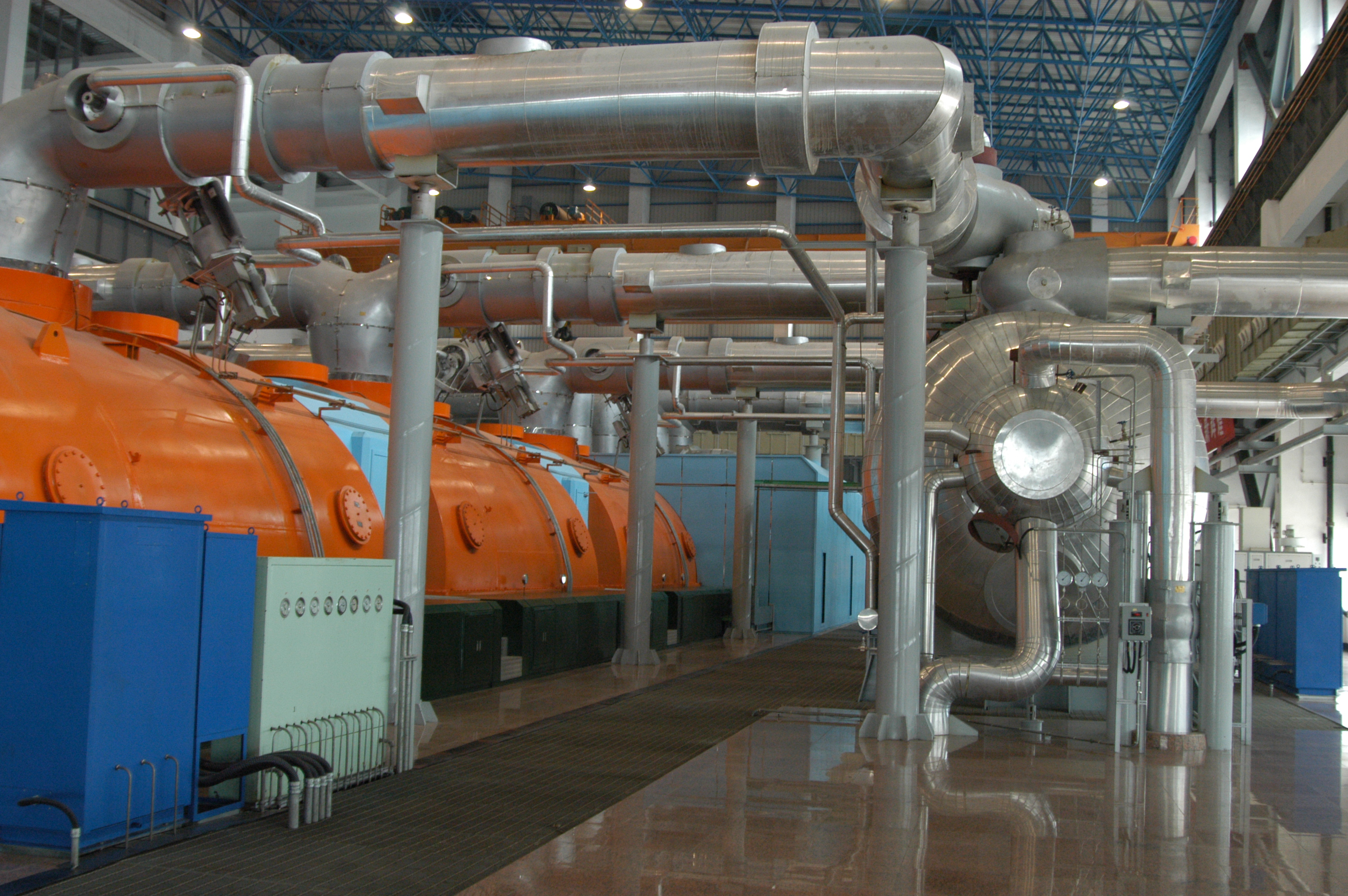
秦山核电站的大型发电轮机

中華人民共和國核工業自20世紀50年代中期開始，已經歷經數十年的發展。核工業是高度集成知識、技術、資金於一體的工業，而中国已经掌握研製核武器、建設核電站的核工業能力。
在核武器方面，中国拥有核武器数量超过500枚，是世界第三多，而且具有三位一体的核打击能力，是世界上仅有的三个具有三位一体核打击能力的国家。在核动力方面，中国透过核潛艇的研发，已具有制造核动力武器的能力，未来计划在航空母舰上使用核能作为动力来源。
核能发电方面，目前中国核能发电總裝置容量和發電量均為世界第三，截至2024年3月，中國已有56座營運中的核電廠，裝置容量约58吉瓦（GW，1GW為1000MW）；在建電廠有25座，裝置容量24吉瓦，在建核电机组装机容量位居世界第一位；規劃中的電廠70多座，裝置容量88吉瓦，中國約5%的電力由核能提供。
中國有兩家主要核電站建设公司 - 中国核工业集团（简称“中核集团”，主要在中國北部、中部地區營運）和中国广核集团（简称“中广核”，主要在中國東南地區營運）。由於人們對空氣品質、氣候變化和化石燃料資源有限日益升高的擔憂，而將核能視為煤碳的替代能源。中广核明確表示將在2035年再額外增設150個核子反應爐，裝置容量達200吉瓦。
目前中國核工业已實現核子反應爐製造和設計自主化，同時也鼓勵其核能产业參與國際合作和技術輸出。如华龙一号（先進壓水反應爐），此反應爐已经成功出口。中國計劃於2030年在一帶一路沿線國家建造多達30座核子反應爐。預定高温气冷堆、鈉冷快中子反應爐等第四代核反应堆於21世紀中葉將成為主流技術，在2100年的裝置容量將可達到1,400吉瓦。中國也透過參與国际热核聚变实验反应堆（ITER）計畫以開發核融合反應爐，在合肥市建造一座名為全超导托卡马克核聚变实验装置（EAST，又稱為人造太陽，或東方超環）的實驗核融合反應爐，並研究開發釷燃料循環，作為更安全的核反應爐的潛在方案。 

## 背景
中華人民共和國政府於建国之初便开始投入核工业发展，最初中國发展核工业的動機是出于核武器制造，并藉此达到所谓积极防御、战略嚇阻的战略方针，毛泽东在1955年中共中央书记处扩大会议中提到：“我们要不要搞原子弹啊，我的意见是中国也要搞，但是我们不先进攻别人。别人要欺负我们，进攻我们，我们要防御，我们要反击。因为我们一向的方针是积极防御的战略方针，不是消极防御的。”宣示中国要发展核能事业的决心。

## 核武器歷史

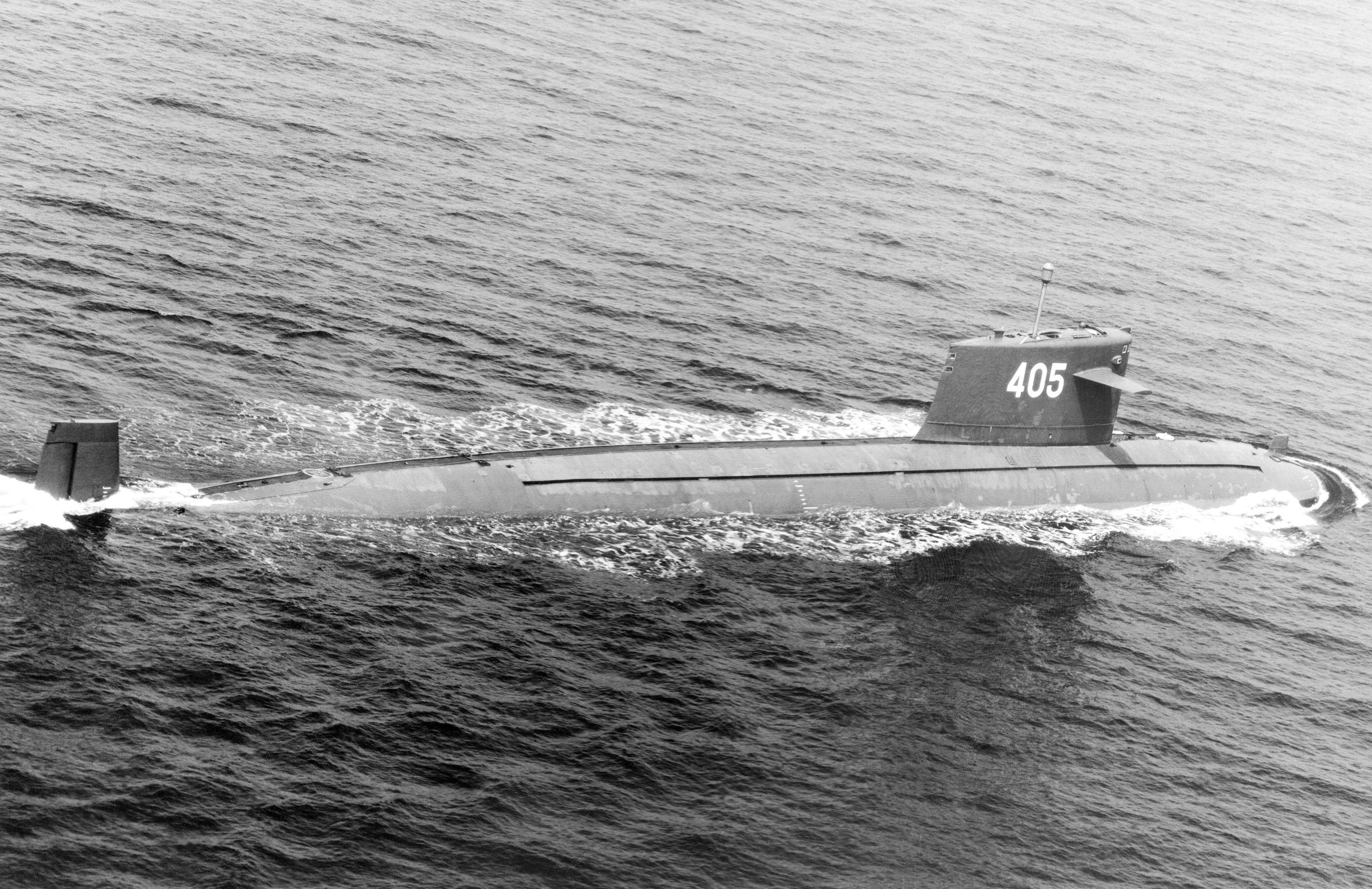
中国09I型核潜艇

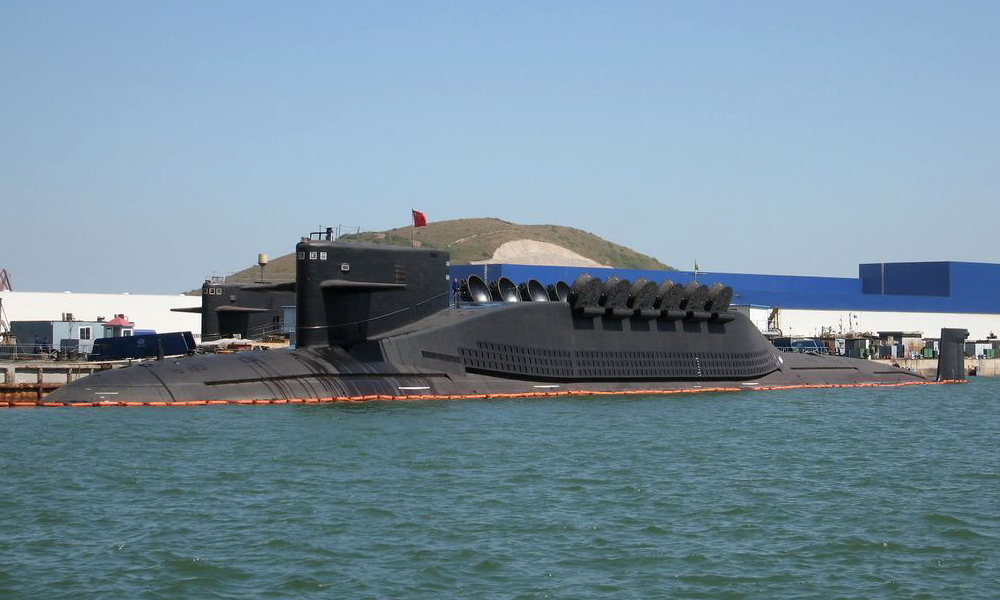
中国09IV型核潜艇

1954年苏联共产党第一书记赫鲁晓夫访问中国时，中国共产党主席毛泽东向其提出了核武器援助问题，赫鲁晓夫委婉地拒绝了毛泽东的要求。1955年，中国政府單方面决定开始原子弹、氢弹的预研。1957年4月24日，聂荣臻召集陈赓、安东等人讨论导弹研究与仿制等问题，并说“搞导弹事业不能平均使用力量，应遵照国务院总理周恩来讲的以导弹带动其他的精神办。”7月，苏联方面同意向中国提供原子弹、导弹样品，并帮助中国建立核工厂。9月7日，聂荣臻任团长，陈赓、宋任穷为副团长带领中国政府工业代表团赴苏联，代表团其他成员有钱学森、李强、刘杰、万毅、刘寅、王诤、张连奎等，就新技术援助问题进行会谈。10月15日，聂荣臻与苏联部长会议第一副主席别尔乌辛签订《中苏国防新技术协定》，苏联开始援助中国的核武器研发。
然而中苏交恶后，蘇聯于1960年7月中断了原子弹、氢弹方面的援助并撤出专家。不过中国已经得到了一些核武器的制造设备和许多技术援助，因此大大节省了研制时间，使中國在沒有西方工業底蘊的條件下也能迅速製出濃縮鈾。1964年10月16日，中国第一颗原子弹爆炸；1967年6月17日，中国第一颗氢弹爆炸；1971年8月，中国第一艘核潜艇--091型核潜艇试航，从此中国成为拥有核武器的国家，透过核潜艇确保二次核打击的能力，并通过弹道导弹、战略潜艇、轰炸机掌握三位一体的核打击能力。

## 核電歷史

### 苏联援助
中国发展核能發電在很大程度上是出於能源安全的考量。於1950年代中國核能發電建設也几乎依賴蘇聯提供協助。於此期間的第一個措施是成立中蘇有色金屬和稀有金屬公司及第一個中央原子研究機構--位於北京市，隸屬中國科學院的中国原子能科学研究院。中國於1955年2月在蘇聯的援助下於新疆建立一個生產武器級鈾-235和鈽的化學分離廠，並於當年4月成立長春原子能研究所。《中蘇原子能合作條約》於1955年4月29日簽署， 由蘇聯提供一實驗性核子反應爐及迴旋加速器供中國使用，同年中國核工業集團成立。 除這些合作計畫之外，中國也派遣留學生前往蘇聯學習。1958年12月，核電發展成為《1956-1967年科学技术发展远景规划纲要》（簡稱"十二年科技規劃"）中的首要重點。

### 自力研发
第二階段的特點是中國致力讓核能發電技術完全自給自足。由于蘇聯於1959年6月正式全面終止對華援助，並將所有蘇聯技術人員撤出中國。中國核能發電雖然因此而有停滯，但仍繼續進行大量研究及投資。中國共產黨中央委員會為快速加強其核能工業，決定將更多的資源用於核能相關活動，让中国核工业有爆炸性進展。據此，中國原子能科學研究院開始在各省、主要城市、自治區設立分支研究機構，截至1963年底，中國已建成四十多個用於萃取鈾和釷的化學分離廠。中國於1961年至1962年之間的核子發展取得重大成就，奠定未來的應用基礎，1959年至1963年之間在蘭州市建造一座採用大型的氣體擴散法鈾分離裝置，估計在這座裝置的投資超過15億美元。

### 核电投产

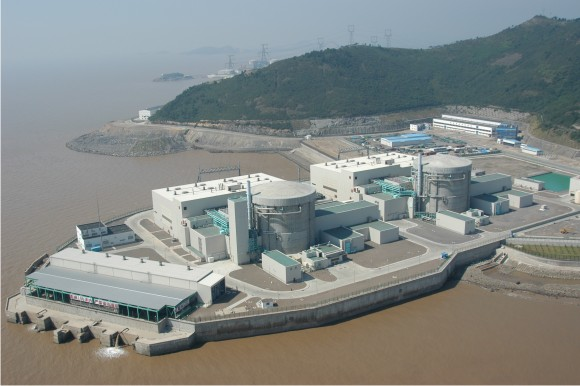
秦山核電廠，位於中國浙江省。

中國在核能的發展於1950年代有爆炸性進展，但在文化大革命（1966年-1976年）期間放緩。中國於1970年2月8日發佈第一個核能發電規劃，設立"728研究所"（現稱為上海核工程研究設計院）。
1978年開始改革開放後，中国電力需求大增，必須持續擴大電力生產，之后中国第一座自主設計的核能發電廠 - 秦山核電廠於1984年開始興建，於1991年12月15日成功併入電網。中国成为世界上第七个具备自主设计、自主建造、自主调试、和自主运营管理核电厂的国家，秦山核電廠的反應爐是壓水反應爐，型號為CNP-300，之后CNP-300于2000年出口巴基斯坦，是中国首次成功出口核电技术。
1987年中国第二座核电站大亚湾核电站开工建设，1994年开始运营。这是中国第一个盈利的核电商业项目，其70%的电力出口香港，占香港电力供应的20%，同时成立中国广核集团，当时称为中國廣東核電集團有限公司，推动廣東省成为中国核电大省。1990、2000年代中国核电技術主要是引进各国关键技术，并通过外国合资企业的技术转让逐步掌握核电技术的自主知识产权，此时期主要的核电技术是中核集团的CNP系列，和中广核的CPR-1000，属于第二代反应堆，技术主要来源自法国。

### 核电扩张
之后中国在第十个五年规划（2001年-2005年）中敘明能源政策的關鍵是"保障能源安全，優化能源結構，提高能源效率，保護生態環境。"在此背景下，2007年国务院正式批准了国家发展改革委上报的《国家核电中长期发展规划(2005-2020年)》。2008年，发改委表示会在未来提高核电的比例，预计到2020年，装机容量将超过70吉瓦，核电比例达到4-5%。截至2010年底，中国正在运营的商业核电机组有13台，装机容量为10,800MW。另外，国家已批准核电机组32台，装机容量34,860MW；其中25台已开工建设，装机容量27,730MW。
早在1999年田湾核电站就使用俄罗斯VVER-1000第三代反应堆，2000年代后期中国开始加大引进第三代反应堆，以及通过技术转让进行第三代反应堆的自主研发，中国通过技术转让获得的自主第三代反应堆技术包括中核集团的ACP系列，和中广核的ACPR-1000，其中ACP系列是源自美國西屋电气AP1000的技术，ACPR-1000则是法国援助CPR-1000的基础上改进。不过自主研发2011年初，国务院办公室建议，2020年中国装机容量不应超过100GW，以避免燃料、设备和工人短缺，还表示中国将会改造全部第二代反应堆，并新建更可靠、更安全的第三代反应堆。

### 暂缓核电
2011年3月，日本福岛第一核电站事故爆发，国务院宣布停止审批核电站项目，并要求对全国核设施进行综合安全检查。虽然环保部副部长张力军表明中国的核能源战略将继续，但是福岛第一核电站事故导致社会舆论要求重新考虑核计划。2012年，中国政府恢复了核电站的建设，将2020年的目标保持在40吉瓦，长期规划由86吉瓦调整为70至75吉瓦。於2013年提出的核能安全計畫中表示於2016年之後將僅會裝置第三代反应堆，而在2016年之前仍會裝置極少數第二代反應爐，同年的中共十八届三中全会重新提出了在高安全标准下全面启动2020年核能发展战略，以确保更加清洁可靠的中国能源结构，避免燃煤電廠帶來的空氣污染。然而尽管中國於2014年仍計劃要在2020年前擁有58吉瓦的核能發電裝置容量。但從2015年起動工的電廠數量很少，前述的發電容量目標並未達成。
虽然中国暂缓核电建设，但正是在2010年代中国获得核电技术完全的自主知识产权，甚至开始出口海外。中国核电技术完全的自主知识产标志是华龙一号，华龙一号是由中核集團公司和中广核公司聯合研製，以中核集團ACP1000反應爐和中广核ACPR1000反應爐為基礎研发。除了华龙一号，国家核电技术有限公司也在西屋电气AP1000基础上发展出，具有完全自主知识产权的CAP1000与国和一号。

### 恢复扩张
| 年份   | GW   |
| ------ | ---- |
| 2014年 | 19.0 |
| 2015年 | 26.8 |
| 2016年 | 31.4 |
| 2017年 | 34.5 |
| 2018年 | 42.8 |
| 2019年 | 45.5 |
| 2020年 | 47.5 |
| 2021年 | 50.0 |
| 2022年 | 52.1 |
| 2023年 | 53.2 |

2018年10月，國家發改委表示，如果中國要在巴黎氣候協定將全球氣溫上升控制在1.5°C以下的目標發揮作用，到2050年中國的核電裝機容量必須增加到554GW，在此期間核電在中國能源結構中的份額將從4%增加到28%。中國於2019年制定迄2035年核能發電裝置容量，新目標定為200吉瓦，佔該國總發電量2,600吉瓦的7.7%。在此基础下，中國核电站在2019年恢复大规模建设，截至2024年3月，中國已有56座營運中的核電廠，裝置容量约58吉瓦（GW，1GW為1000MW），仅次于美国和法国，約佔全球核能發電量的十分之一。2023年核电占中国全国累计发电量的4.86%。
2020年11月27日0时41分，福清核电5号机组首次并网發電成功，這標誌著华龙一号全球首堆并网發電成功，也是中国首个完全自主知识产的反应堆投产，此外華龍一號已開始出口到海外，其中出口巴基斯坦的反应堆已经在当地的喀拉蚩核電廠开始运营。国家核电技术有限公司CAP1000与国和一号也在建设中。
中國在2014年至2023年期間新增超過34吉瓦的核能發電裝置。儘管看似成長迅速，但中國核能發電量迄2024年僅佔中國總發電量的5%左右，遠低於美國核能發電量在發電結構中的佔比（約為18%）。燃煤發電仍在中國佔有主導地位，但中國政府仍致力發展核能發電以及其他形式的能源，以滿足不斷增長的電力需求，也同時對環境問題進行處理。

### 先进核技術研发
早在1995年中国实验快堆立项，宣示中国开始第四代反應爐技術研究，2010年7月中国实验快堆首次实现核临界，从而成为世界上第8个拥有快堆技术的国家。2011年1月，中科院发布用钍燃料作为核裂变材料的科研方案，相比于前三代核裂变更为安全，在丧失所有冷却能力的情况下，不采取任何干预措施，反应堆都能保持安全状态，不会出现堆芯熔毁和放射性物质外泄。。2013年，中华人民共和国政府要求最大限度地在核反应堆技术制造和设计上自主开发，中国政府将建造更为先进的压水堆如：CPR-1000和AP1000，以及更高温度的反应堆如：球床反应堆，并计划到本世纪中叶，完成快中子反应堆的商用开发。
2021年9月12日，山东石岛湾核电站一號機組成功临界，这是中华人民共和国第一座高温气冷堆商业核电站，也是世界上首座具有第四代反应堆的核电站。2023年12月6日石岛湾核电站一號機組正式投入商业运行，是全球首座商运投产的第四代核电站。
除了核裂变技术外，2006年中国建成了世界上第一个核聚变实验装置--全超导托卡马克核聚变实验装置，又称人造太阳，是国际热核聚变实验反应堆計畫的一部分。

## 核安與監管
中國国家核安全局（NNSA）隸屬於国家原子能机构（CAEA），是中國的許可和監管機構，也負責協調與維護與安全相關的國際協議。NNSA成立於1984年，直接對國務院負責。在西屋電氣公司設計與銷售的第三代反應爐AP1000方面，NNSA與美國核能管理委員會保持密切聯繫。中國自1984年起即是國際原子能總署（IAEA）成員。
截至2011年10月，中國已邀請並接待IAEA的運行安全審查小組（OSART）12次，每個工廠一般每年均會經由外部組織進行安全審查一次，或是經由OSART、世界核能發電協會（WANO）同行審查，或者是經由中国核能行业协会、中國核電技術研究院同行審查。
中國目前儲存用過核燃料（SNF）的設施所餘的容量僅足以用到2020年代中期，該國需要制定新的處置SNF政策以為因應。中國於2017年頒佈新法，強化國家核子安全局的權力，創造新的"機制"、確立更明確的"分工"和更多的資訊揭露。
IAEA署長拉斐爾·馬里亞諾·格羅西於2023年5月前往中國進行其任內首次正式訪問，與中國核能監管機構國家原子能機構簽署多項協議。格羅西表示，"中國是IAEA最重要的合作夥伴之一，也是全球核能領域的領導者"。

## 裂变反应堆技术
中国现有核反应堆技术除了加拿大重水铀反应堆属于重水反應爐外，第二、三代裂变反应堆都是压水反应堆。

### 技術引進

#### 第二代反应堆
- M310（法）：法国法玛通公司（此公司經歷併購後成為今日的阿海琺）的第二代核电技术，是CNP、CPR和EPR技术的前身。
- 加拿大重水铀反应堆（CANDU反應爐，加）：秦山三期重水堆核电站是中国首座、唯一的商用重水反應爐核电站，装有两台加拿大原子能有限公司製造728MW的CANDU反應堆（CANDU-6）。[79]第一個反應爐於2002年開始發電，第二個於2003年開始發電。CANDU反應爐使用低濃度再處理鈾作為燃料，因此有助於降低乏燃料的儲存問題。[80]

#### 第三代反应堆
- EPR（法）：为第三代反应堆。2007中国与法国阿海珐公司开始了进口谈判，现在2座1,750MW反应堆建在廣東省江门市台山市大广海湾，即台山核電廠。2008年10月，阿海珐和中广核宣布建立一个工程合资企业，合资公司中中方占有55%的股份，名称为中珐国际核能工程有限公司，於台山核電廠2009年動工，2018年12月14日投入运营[81]。

- VVER（俄）：田灣核電廠的1、2号反應爐機組，型號為VVER-1000。

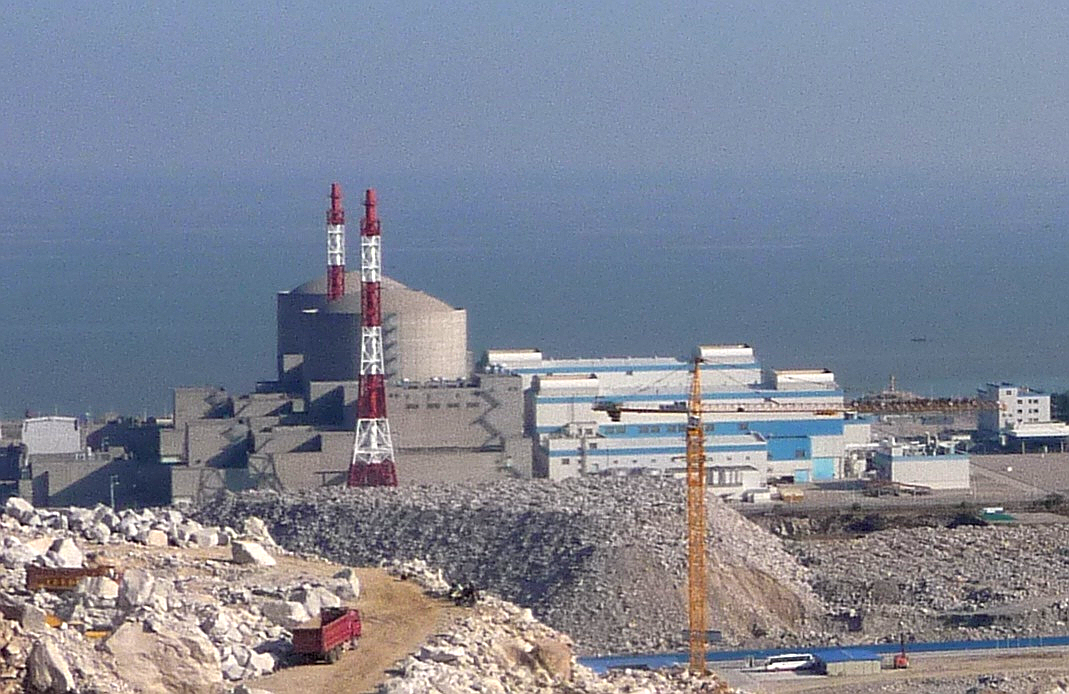
田灣核電廠的1、2号反應爐機組，型號為VVER-1000。

  - 俄罗斯的俄羅斯原子能出口公司为田湾核电站提供AES-91型核电机组和VVER V-428压水堆。VVER-1000属于第三代反应堆，有1060MW容量。2012年田湾核电站二期开工建设，使用同型号反应堆。
  - 2019年3月7日，中核集团与俄羅斯原子能出口公司签署了关于建设四座VVER-1200s的具体细节合同，其中两个位于田湾核电站，两个位于徐大堡核电站。建设工程将会在2021年5月开始，预计在2026年到2028年间，所有反应堆投入商业化运作。[82]

- AP1000（美）：属于美國西屋电气的技术，装机容量1250MW，三门和海阳核电站是世界上最先使用AP1000反应堆的核电站。[83]AP1000是中國研发第三代反應爐技術的主要基礎，共建设四座AP1000，但當西屋電氣於2017年宣告破產後，中國於2019年決定在漳州核電廠改裝中國自主開發的第三代反應爐 - 华龙一号，而非AP1000。[84]浙江省的三門核電廠

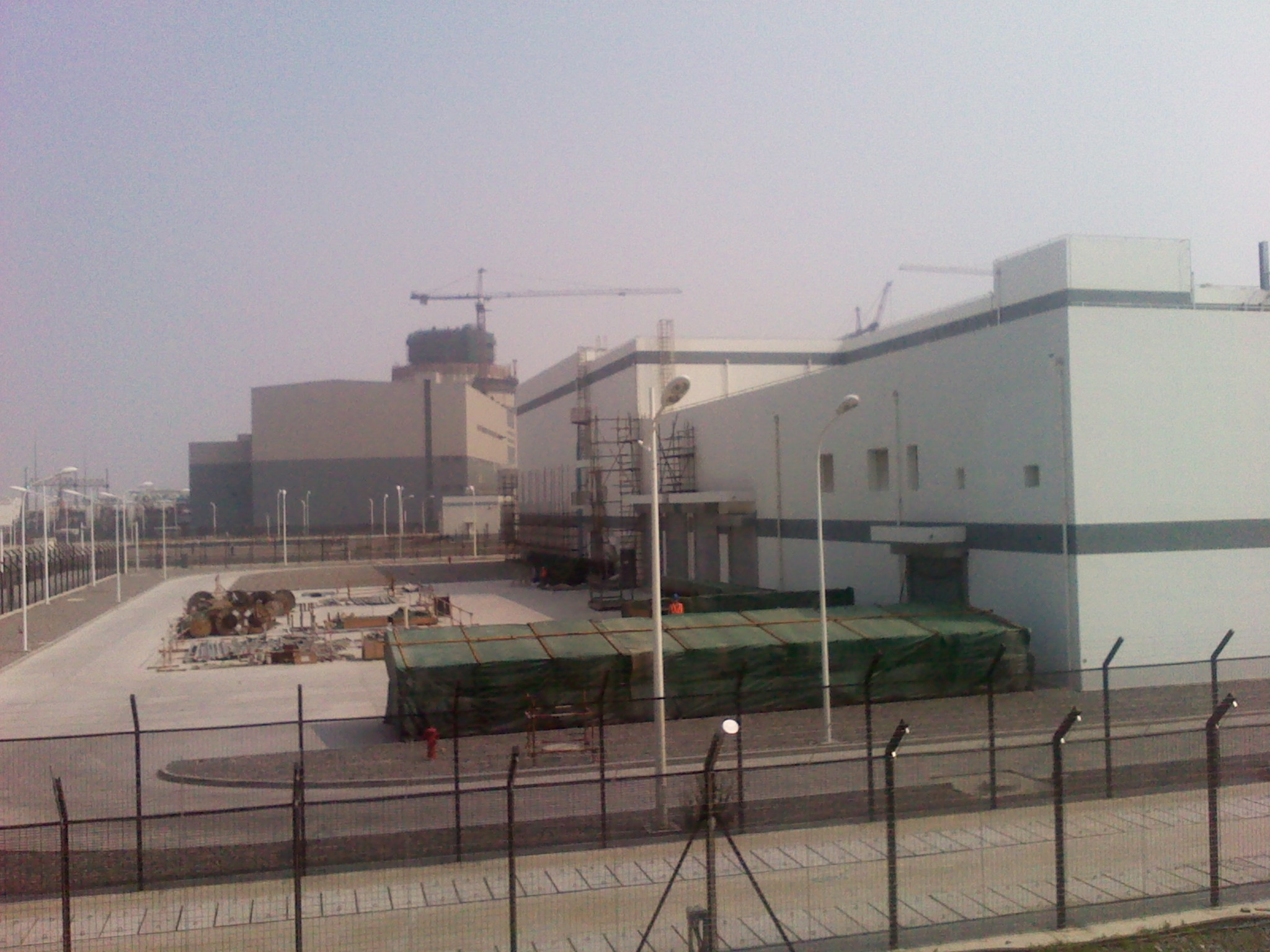
浙江省的三門核電廠

### 自主開發

#### CNP / ACP系列
CNP反應爐（第二代），以及後續的第三代ACP反應爐是中核集團公司開發的一系列核子反應爐，是目前華龍一號的前身。CNP反應爐最早的型號是CNP-300壓水反應爐，是中國第一個自主開發的反應爐。中国与巴基斯坦在1993年签约，出口CNP-300反应堆，并于2000年在恰希瑪核電廠开始运营，是中国首次成功出口核电技术。
CNP-600是此系列反應爐中的較大型版本，是在CNP-300和大亞灣核電廠使用的M310反應爐（法國法馬通技術）的基礎上開發而來。CNP-600機組安裝在海南省昌江核电站，有兩機組，分別於2015年和2016年投入運作。後繼的第三代ACP-600型反應爐也開發成功，但未曾裝置使用。
在CNP-600基础上，法国阿海珐公司继续協助中國開發CNP-1000（CNP反應爐的三迴路1,000MW型號）。隨後计划在福清核电站裝置4座CNP-1000機組。 然而之后CNP-1000的進一步開發停止，中國轉而支持源自西屋电气AP1000的ACP-1000技术。
中國於2013年宣布自主研發出ACP-1000（第三代反應爐），中國聲稱擁有該設計的全部智慧財產權。但在華龍一號開發成功後，迄今尚無建造ACP-1000反應爐的紀錄。中核集團原計劃在福清核電站5號和6號反應爐裝設ACP-1000反應爐，但後來改用華龍一號。

#### CPR-1000 / ACPR-1000
CPR-1000是中广核開發的第二代反應爐，是中國裝置數量最多的反應爐。该反應爐是中國在1990年代引進的法國900MW三冷卻迴路反應爐為基礎而開發出，目前大部分零件已在中國製造。但智慧財產權仍由阿海琺保留，中广核在其基础上自行開發的CPR-1000，海外銷售因此受到限制。
中國第一座使用CPR-1000反應爐的是廣東省大鵬灣岭澳核电站3號機組，於2010年7月15日併網供電。此型號反應爐的設計是隨著中國零件水準不斷提升而逐步完成。中广核總經理舒國剛表示："一開始，我們僅有能力建造大亞灣核電廠的1%，其餘全是外國公司建造。經過我們努力吸收知識，後來的嶺澳核電廠二期工程的55%、红沿河核电站的70%、寧德核電廠的80%以及陽江核電廠的90%均為我們所承建。"
中广核於2010年發表ACPR1000反應爐設計，這是由CPR-1000轉向第三代反應爐的設計進化，也將取代原先受智慧財產權限制的組件。中广核的目標是到2013年能獨立外銷ACPR1000。中國正在建造一些ACPR1000反應爐，但在出口方面，則決定由華龍一號取代。

#### 華龍一號

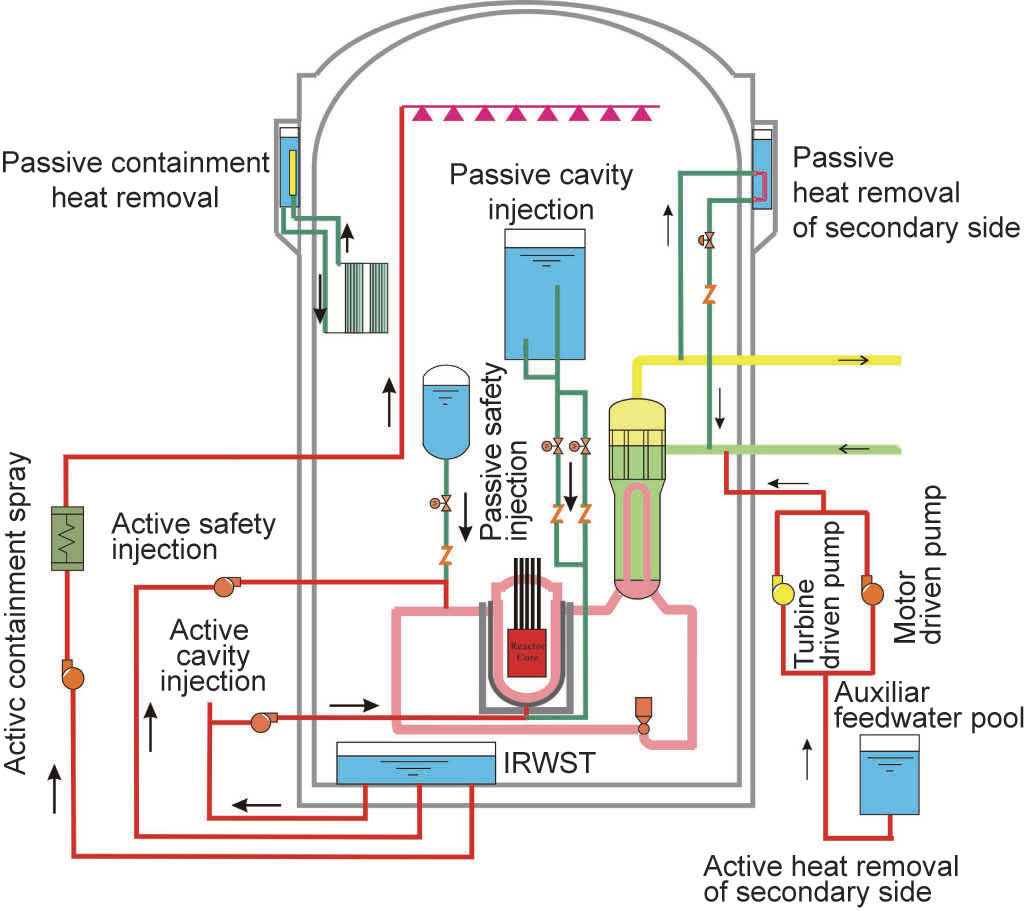
華龍一號（HPR1000）的主動和被動安全系統設計。
紅線-主動系統
綠線-被動系統
IRWST − 反應爐內再裝料水儲存槽。

華龍一號 （HPR1000）由中核集團公司和中广核公司聯合研製，以中核集團ACP1000反應爐和中广核ACPR1000反應爐為基礎研发。
中广核於2014年初宣佈HPR1000由初步設計进入細部設計阶段，輸出功率為1,150MW，設計使用壽命為60年，採用雙安全殼，包含被動和主動安全系統。中核集團的177燃料組件設計受到保留。設計整合後，兩家公司保留自己的供應鏈，各自的華龍一號的型號將略有不同，但設計被認為是已达成標準化设计，約85%的零件將在中國國內製造。
華龍一號的設計發電量為1,170MW，淨發電量為1,090MW，設計使用壽命為60年，並將採用雙安全殼，同時有被動和主動安全系統。反應爐採用177個組裝核心設計，換燃料棒週期為18個月。電廠利用率高達90%。中核工業集團表示，其主被動安全系統、雙層安全殼等技術符合國際最高安全標準。
2020年11月27日0时41分，福清核电5号机组首次并网發電成功，這標誌著华龙一号全球首堆并网發電成功，也是中国首个完全自主知识产的反应堆投产，此后華龍一號將取代中國以前所有的反應爐，華龍一號也已開始出口到海外，其中出口巴基斯坦的反应堆已经在当地的喀拉蚩核電廠开始运营，另外计划将出口阿根廷和英国。

#### 華龍二號
中核工業集團計劃在2024年開始建造華龍一號的後續版本，名為"華龍二號"。採用與華龍一號類似的技術，建造時間從5年縮短至4年，建造成本將會降低，每千瓦成本從17,000元人民幣降低到13,000元人民幣左右，降幅約為四分之一。

#### CAP1000 / 國和一號
2008和2009年西屋公司与国家核电技术有限公司及其他机构合作开发一个放大版本的AP1000，中国对这个更大型的反应堆拥有自主知识产权，因此该反应堆被称为“CAP1000”。截至2023年，國務院核准興建6座CAP1000，分別為海陽核電站3號及4號機組、廉江核電站1號及2號機組與三門核電站3號及4號機組。三門核電站3號機組於2022年6月正式開工，海陽核電站3號機組於2022年7月正式動工。国和一号 (CAP1400)由国家电力投资集团於2020年9月推出，在CAP1000基础上研发，具有1,350MW的設計發電量，并预计推出1,700MW的版本，2019年12月，开始在石岛湾核电站修建首个CAP1400。

#### ACP100
ACP100是一种小型模塊化反應堆，中核集團公司於2019年7月宣佈將於年底前在現有昌江核電廠西北側開始建造示範性质的小型模塊化反應爐。ACP100於2010年開始設計，於2016年成为第一個通過IAEA獨立安全評估的小型模塊化反應爐項目。此反應爐是可完全整合的反應爐模組，具有內部冷却系統，燃料棒更換週期為2年，可產生385MWt的熱和大約125MWe的電力。ACP100適用於分散式發電，可安裝在地面之下，還能放置於船上成為浮動電站，预计2026年在昌江核电站建成投运。

#### 第四代反應爐

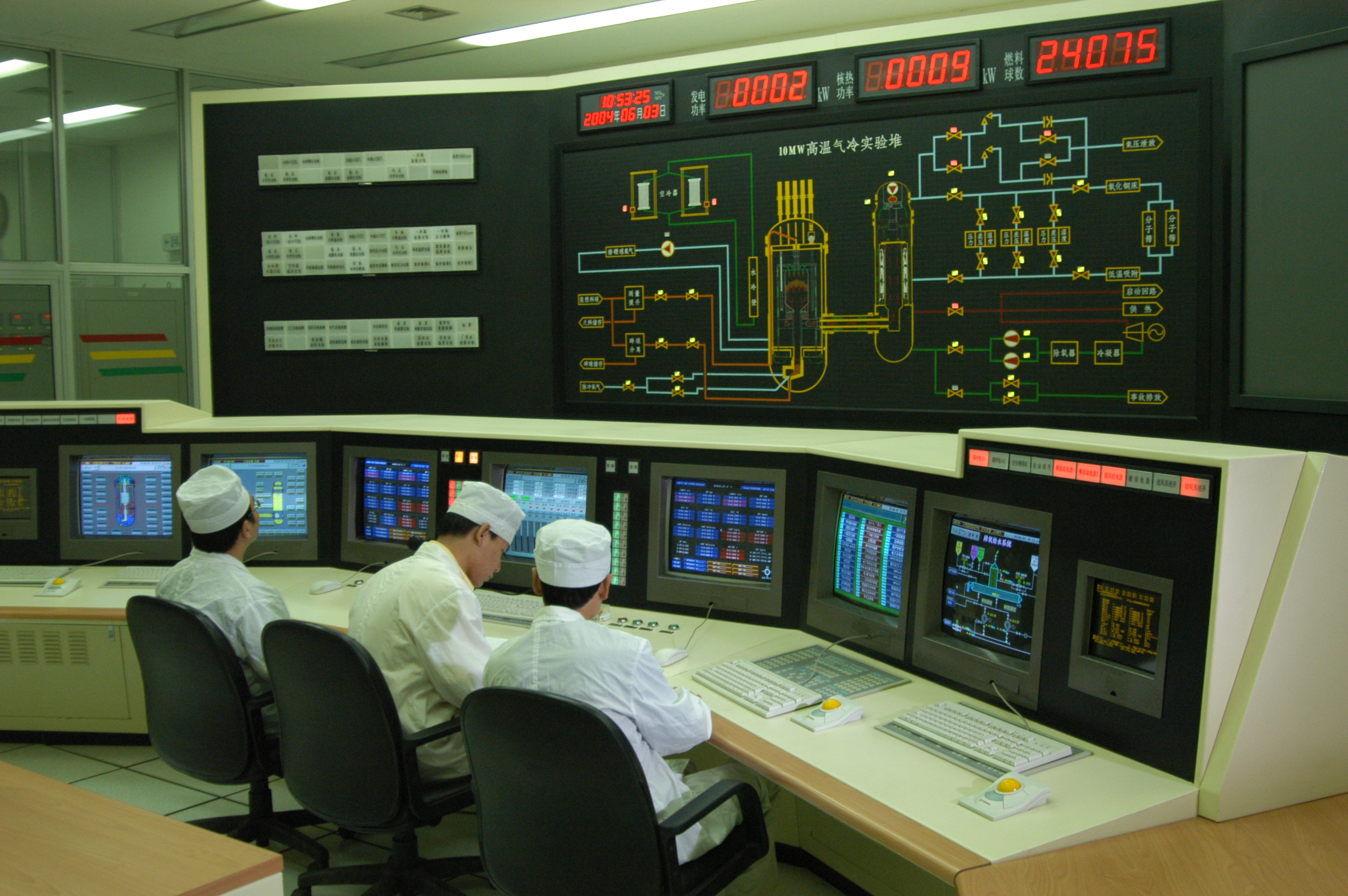
位於清華大學中的10兆瓦高溫氣冷實驗反應爐（HTR-10）控制室。

- 气冷快中子反应堆 ：清华大学核研院的高温气冷堆（HTGR）--10兆瓦高温气冷实验堆 (HTR-10)是气冷快中子型的球床反应堆，使用较高富集度铀的包覆颗粒作为燃料、石墨作为慢化剂、氦气作为冷却剂。[96]以HTR-10为基础，石岛湾核电站的200MW高温气冷堆 (HTR-PM，HTR-200)，是第四代反應爐的全球首次商运投产。[97]
- 鈉冷快中子反應爐：2014年12月15日17时，中国首座钠冷快中子反应堆--中国实验快堆首次达到100％功率，至18日17时实现满功率稳定运行72小时，标志其主要工艺参数和安全性能指标达到设计要求。[98]鈉冷快中子反應爐的商业运用中国示范快堆CFR-600机组正在霞浦核电站建设[99]。

中國位於黑河—腾冲线以西的部分（黃色）缺乏足夠的水為傳統核子反應爐做冷卻用途。

- 熔盐反应堆：甘肃武威的液態燃料釷基熔鹽實驗堆原定于2021年9月底试运行，属于釷燃料發電[100]。2022年8月2日，中华人民共和国生态环境部公开通知：《关于批准<2MWt液态燃料钍基熔盐实验堆调试大纲>（V1.3版）的通知》，通知体现出该反应堆正处于调试阶段。[101]熔盐反应堆有安全系数高、核废料少、热转换效率更高、钍矿资源丰富、节省水资源等优势，适合缺水的中国西部发展。[100]

## 聚变反应堆技术
- 磁约束
  - 中国环流器一号[102]
  - 中国环流器新一号[103]
  - 中国环流器二号
  - 中国环流器三号
  - 全超导托卡马克核聚变实验装置
  - 中国聚变工程实验堆 (建设中)

## 核电产业

### 政府机构
- 国家原子能机构（工业和信息化部管理）
- 国家核安全局（生态环境部管理）

### 公司企业
- 中国核工业集团
- 中国广核集团
- 国家核电技术
- 中國國核海外鈾資源開發公司（英语：China Nuclear International Uranium Corporation） (核燃料开发)

中核、中廣核、國核作为核技术公司，同时是运营核电站的发电公司，為取得到核能发展所需資金，中核、中廣核、國核等核技术公司開始与中國的其他发电公司进行核電項目的合资，目前投资运营和在建核电站的中國发电公司包括：
- 中国华能集团
- 国家电力投资集团
- 中國國電集團

### 核电站
截至2024年3月，中國已有56座營運中的核電廠，裝置容量约58GW，仅次于美国和法国，約佔全球核能發電量的十分之一。2023年核电占中国全国累计发电量的4.86%。中华人民共和国核电站详细资料请见中华人民共和国核电站列表。
中國大多數核能發電廠均位於沿海地區，通常使用海水直流的方式進行冷却。 與世界其他國家相比，中國擁有相对年輕的核電機組，平均機齡只有10年，其中80%的核電廠年齡在10年以下。相較之下，美國92座反應爐的平均年齡超過40年，在全球範圍內，全球營運中的核電廠三分之二已有30年以上的歷史。

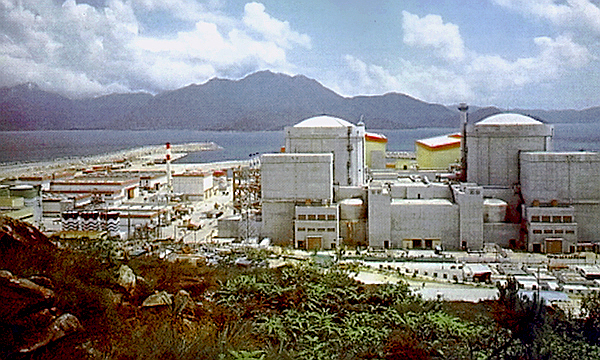
大亚湾核电站（广东深圳）
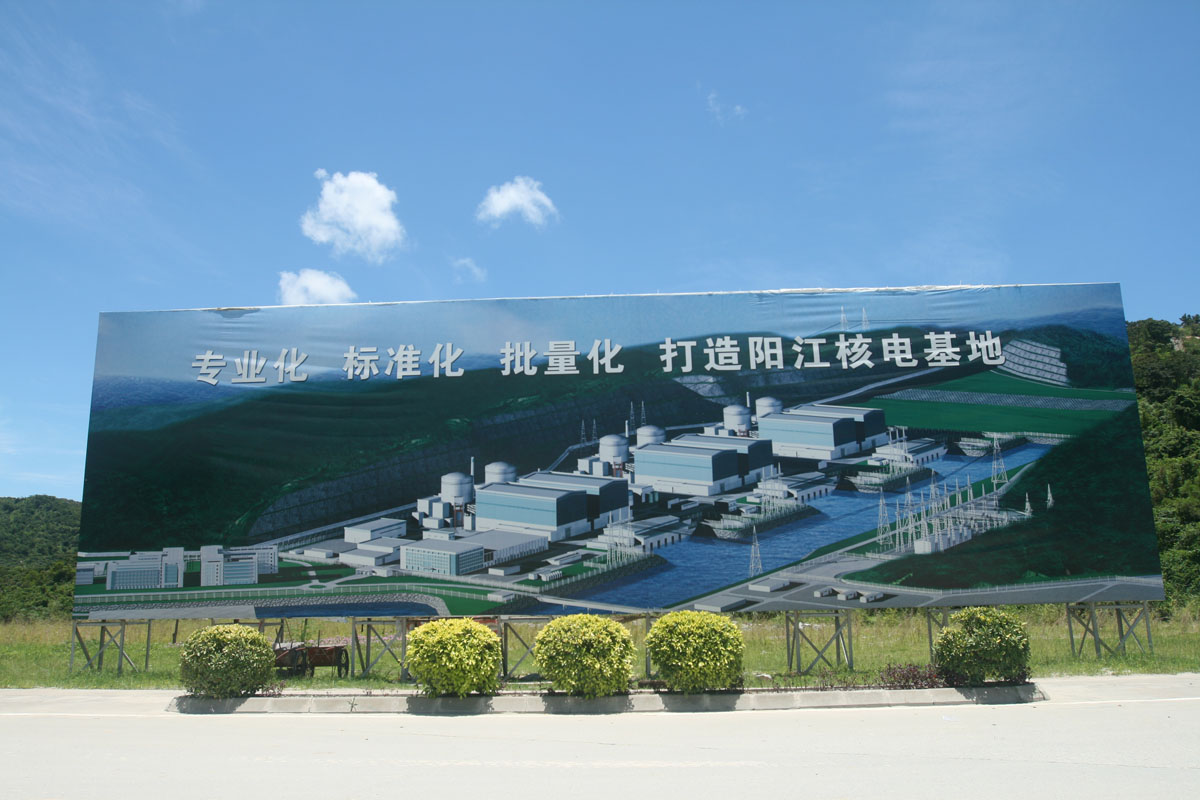
阳江核电站（广东阳江）示意图
石島灣核電廠（山东榮成）
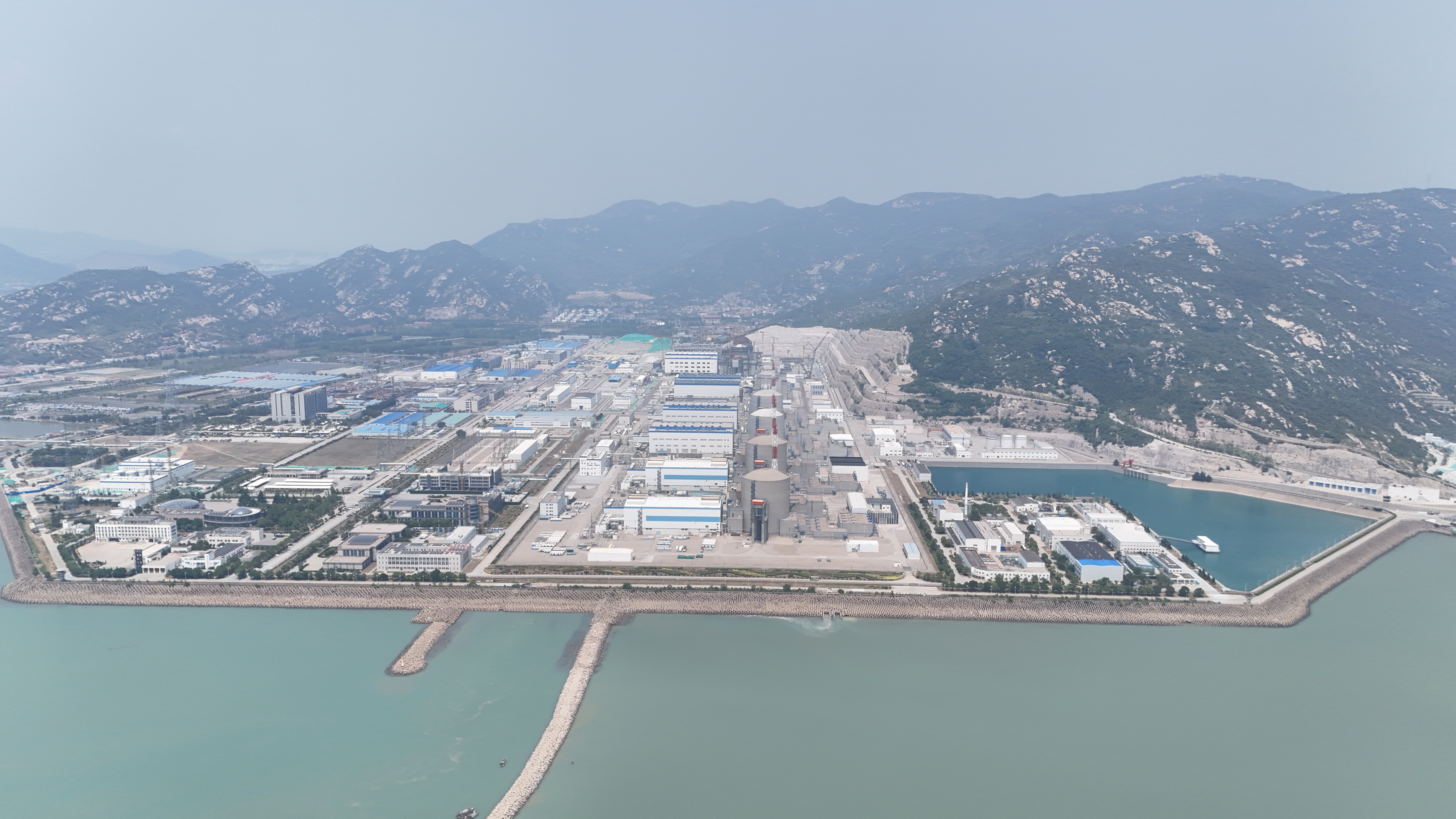
田湾核电站（江苏连云港）全景图

## 核燃料循環
中國正評估於戈壁沙漠興建高放射性廢棄物（HLW）儲存庫，可能從2041年左右開始在甘肅省的北山附近興建。
中國從2010年代左右開始持續努力於核燃料再处理。雖然這些工廠表面上看來是民用工廠，但人們對這類技術具有的軍民兩用特性感到擔憂，有媒體文章出現如"專家表示中國核燃料再處理後可成為武器級材料"的標題。中國也率先在秦山核電廠的加壓重水反應爐中採用一種再处理铀/貧鈾混合物的"天然鈾當量"技術。這個技術與韓國率先使用的"DUPIC"（直接將壓水反應爐用過的燃料置於加拿大重水鈾反應爐中使用）技術有所不同，中國的過程會將反应堆级钚分離出來作其他用途，反應爐則僅將用過燃料中的鈾作為燃料。

## 核電前景
中国目前在建電廠有25座，裝置容量24吉瓦，在建核电机组装机容量连续第17年位居世界第一位；規劃中的電廠70多座，裝置容量88吉瓦。2020年全國人民代表大會通過於决议，未來每年将建造6至8座反應爐，预计将完全使用華龍一號等中国具有完全知识产权的核反应堆。中國核學會預計中國核電建置还会加快，到2035 年，中國核電裝置容量將達到 150 吉瓦，佔國內需求的10% 。
儘管如此，中國核電對目前電力結構的貢獻仍然很小，不过煤炭仍然是主要燃料，每年新增燃煤电站裝機仍大于核电。核電廠建設時間長，也為核电发展带来另一個挑戰，在中國核电站平均建造時間為6年。因此近期内中国将大量发展核电，并推动核电技术出口，但取代化石燃料仍需要一段时间。

## 核能争议
由于中國將許多核能發電廠建在大城市附近，而人們擔心一旦發生事故，可能有數千萬人會受到輻射的影響。鄰近大亞灣核電廠和嶺澳核電廠，在75公里半徑內約有2,800萬人口，香港也包括在內。
福島核災發生之後，中國深具雄心的核能發電廠擴建計劃遭到民間抗議。預計在長江南岸附近興建的一座核能發電廠引發一場"省際爭論"。爭議中的場址位於江西省彭澤縣，位於長江對岸的安徽省望江縣政府希望將此計畫擱置。
2013年7月有1,000多人在廣東省江門市政府前進行抗議，要求當局放棄一計畫中的鈾加工設施，此設施將用作核能發電廠的重要供應地（參見江門鶴山反核事件）。最終中國官員將此計畫取消。
到2014年，由於公眾反對，促使中國監管機構制定公共和媒體支持核能發電計劃，開發商實施外展計劃，包括安排廠址實地參訪和設置遊客中心。由於民眾反對，導致內河沿岸核能發電廠的建設停止，並於2013年至少有一个在廣東省的核能發電建廠計畫遭到取消。

## 外部連結
- Nuclear power in China （页面存档备份，存于） – 世界核能协会 （英文）
- Brief Overview of Chinese NPP Development, Shanghai Nuclear Engineering Research and Design Institute, 2011-06-23 （页面存档备份，存于） （英文）
- . Nuclear Engineering International. 2014-05-22  [2024-06-30]. （原始内容存档于2023-12-09） （英语）.
- M.V. Ramana, Eri Saikawa.  (PDF). Energy (Elsevier). December 2011, 36 (12): 6779–6789  [2013-10-11]. doi:10.1016/j.energy.2011.10.022. （原始内容 (PDF)存档于2012-08-09） （英语）.